# Contea palatina di Veldenz

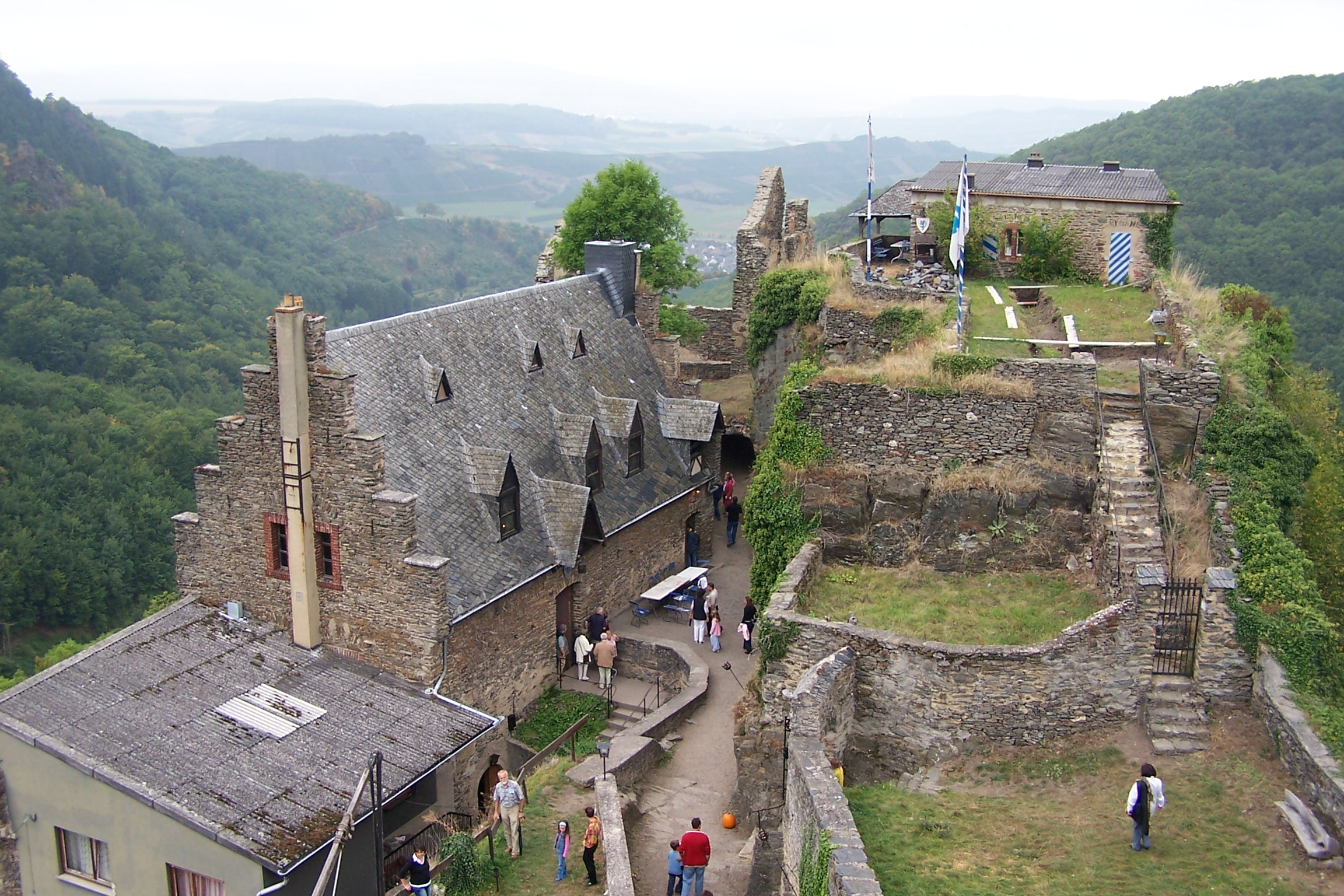
Il castello di Veldenz nel 2005

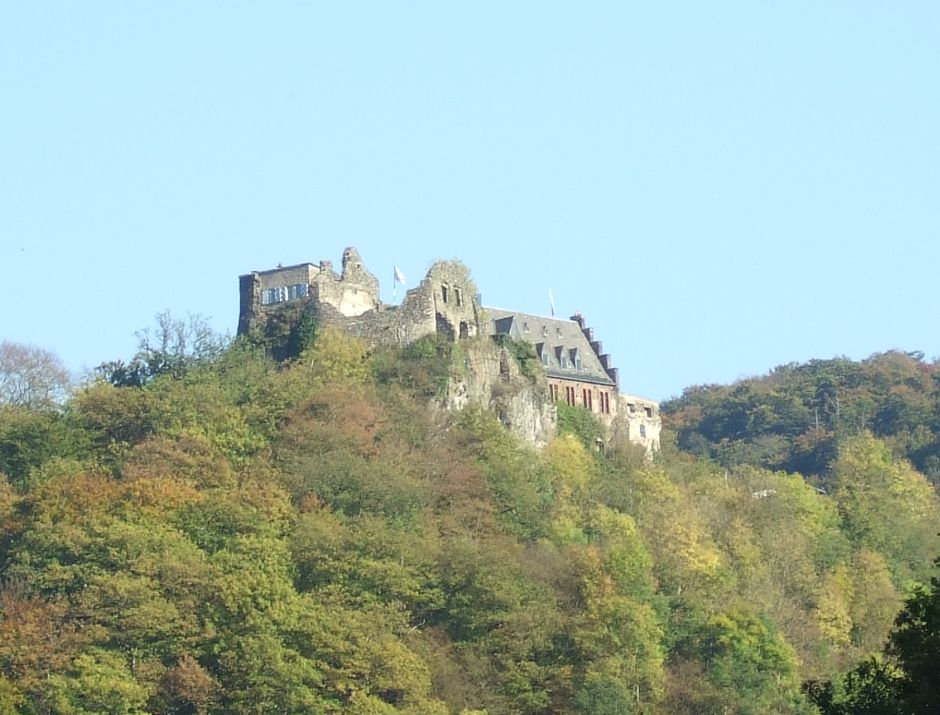
Il castello di Veldenz nel 2007

La Contea palatina di Veldenz era un principato nell'attuale land tedesco della Renania-Palatinato con diritto di voto al Reichstag. La contea era parzialmente localizzata tra Kaiserslautern, Sponheim e Zweibrücken, parzialmente sulla Mosella nell'arcivescovado di Treviri. Una municipalità con lo stesso nome, Veldenz, e un castello, si trovano nel distretto di Bernkastel-Wittlich.

## Storia
I conti di Veldenz si separarono dalle famiglie di vilgravi di Kyrburg e Schmidburg nel 1112. La linea diretta maschile della prima casata comitale cessò nel 1260 con la morte di Gerlach V di Veldenz e sua figlia Agnese ereditò la contea. Suo marito Enrico di Geroldseck diventò il fondatore della seconda linea dei conti di Veldenz o del casato si Veldenz-Geroldseck (Hohengeroldseck).
Nel 1444 contea passò sotto il dominio del conte palatino Stefano del Palatinato-Simmern-Zweibrücken attraverso il suo matrimonio con Anna di Veldenz, unica erede del conte Federico III di Veldenz.

Palatinato-Veldenz

Nel 1543, con il trattato di Marburg, fu convenuto che lo zio del duca Volfango di Zweibrücken, Roberto, dovesse ricevere la contea di Veldenz. Roberto morì nel 1544 ma suo figlio Giovanni Giorgio sposò Anna Maria di Svezia, una figlia del re Gustavo I nel 1563. Ciò rappresentò la prima unione tra il casato di Wittelsbach e la famiglia reale svedese dei Vasa che fu poi rafforzata da un ulteriore matrimonio quando Giovanni Casimiro del Palatinato-Zweibrücken sposò Caterina di Svezia, una sorella di Gustavo II Adolfo nel XVII secolo. Volfango, nel 1553, con l'accordo di successione di Heidelberg, aveva regolato la reciproca eredità di tutti i rami Wittelsbach estendendolo dal Palatinato-Veldenz-Palatinate alla contea di Lützelstein in Alsazia. Il nipote di Giovanni Giorgio, Leopoldo Ludovico, morì nel 1694 senza prode legittima e la contea del Palatinato di Veldenz ritornò alla linea di Zweibrücken dei re di Svezia. La situazione era però tragica, le macerie degli attacchi francesi non rendevano più nulla. Il confinante Elettore Palatino puntò quindi il territorio, e quando i Wittelsbach persero la Svezia la famiglia assegnò Veldenz al Palatinato.
Nel 1797 fu incorporata al dipartimento della Saar dal primo impero francese. Il congresso di Vienna, nel 1815, diede la parte più piccola giacente sulla Mosella alla Prussia ed il resto alla Baviera.

## Conti di Veldenz

### Prima linea di Veldenz
- Emicho, conte di Kyrburg e Schmidburg (1086–1113)
- Gerlach I (1112–1146) ∞ Cecilia, figlia di Ludwig "der Springer"
- Gerlach II (1146–1186)
- Gerlach III (1186–1214)
- Gerlach IV (1214–1254) ∞ vilgravia Beatrice di Dhaun
- Gerlach V (1254–1260) ∞ Elisabetta di Zweibrücken, figlia di Enrico II di Zweibrücken
- Agnese (1260–1277)

### Linea di Veldenz-Geroldseck
- Enrico di Geroldseck (1277–1298) ∞ Agnese di Veldenz (1258–?)
- Giorgio I di Veldenz (1327–1347)
- Enrico II di Veldenz (1347–1378)
- Federico II di Veldenz (1378–1396)
- Enrico III di Veldenz (1378–1389)
- Enrico IV di Veldenz (1389–1393)
- Federico III di Veldenz (1393–1444)

### Linea del Palatinato-Zweibrücken
- Stefano del Palatinato-Simmern-Zweibrücken (1410–1459), aveva sposato Anna di Veldenz (1390–1439)
- Luigi I del Palatinato-Zweibrücken (1459–1489)
- Alessandro del Palatinato-Zweibrücken (1489–1514)
- Luigi II del Palatinato-Zweibrücken (1514–1532)
- Volfango del Palatinato-Zweibrücken (1532–1569). Nel 1543, consegnò Veldenz allo zio Roberto chiudendo la disputa sull’eredità di suo nonno Alessandro.

### Linea del Palatinato-Veldenz
- Roberto (1543–1544)
- Giorgio Giovanni I (1543–1592; o Georg Hans), dal 1544 al 1592 conte palatino di Veldenz
- Giorgio Gustavo (1592–1634)
- Leopoldo Ludovico (1634–1694), morì senza eredi, Veldenz ritornò ai Palatinato-Zweibrücken.

Dopo anni di dispute familiari, le rovine di Veldenz finirono però al Palatinato Elettorale.